# Pothyne rugifrons
Pothyne rugifrons là một loài bọ cánh cứng trong họ Cerambycidae.